# Чхильгок
Чхильго́к (кор. 칠곡군?, 漆谷郡?, Chilgok-gun) — уезд в провинции Кёнсан-Пукто, Южная Корея.

## История
Имеются археологические свидетельства о заселении территории современного Чхильгока уже с позднего каменного века. В период государства Силла на месте современного Чхильгока существовали административные единицы Пхальгорихён и Иллихён. В VIII веке возникла деревня Палли, входящая в состав уезда Сучхан. В эпоху династии Корё название было изменено на Пхальго и эта местность вошла в состав района Кёнсанбу. Название Чхилькок появляется в 1640 году, тогда же здесь появляется крепость и военный гарнизон. В 1895 году ваном Коджоном Чхильгоку был присвоен статус уезда, этот статус сохраняется за Чхильгоком по сей день. В 1949 году возник один из районов Чхильгока — Вэгванып (или просто Вэгван).

## География
Чхильгок расположен в юго-западной части провинции Кёнсан-Пукто, территория уезда вытянута в направлении на юго-восток. Граничит с городом Кимчхон и уездом Сонджу на западе, городом Тэгу на юге и городом Куми на севере. Является транспортным узлом, находящимся на пересечении транспортных путей, ведущих в Куми и Тэгу. Через Чхильгок протекает крупная река Нактонган. Местность пригодна для земледелия, хотя ландшафт в основном гористый. Среднегодовая температура — 14,8 ℃, среднегодовое количество осадков — 948 мм.

## Культура
В Чхильгоке проходит ряд фестивалей:
- Фестиваль мёда — проходит ежегодно в мае.[3]
- Ярмарка в деревне Ханни — проводятся фольклорные представления, спортивные состязания.
- Фестиваль яблочного цвета — проходит ежегодно в октябре.[4]

Действуют заведения культуры:
- Военный мемориал в Вэгване. Был построен в 1978 году в ознаменование победы в битве на реке Нактонган во время Корейской войны. Среди экспонатов обмундирование и вооружение сторон, участвовавших в битве.[5]
- Литературный зал Кусана. Посвящён творческому наследию корейского поэта Кусана. В экспозиции книги, портреты художника, его письма.

## Туризм и достопримечательности
Исторические:
- Буддийский храм Соннимса. Был построен в 544 году и реконструирован в 1686, так как сильно пострадал во время Имджинской войны. Известен своим залом с сакьямуни, а также пятиэтажной каменной пагодой.
- Крепость Чхонсан — военная крепость, в которой развернулась кровопролитная битва во время Имджинской войны в 1592 году. Ставка воеводы Квак Чэу.
- Крепость Касан — была построена в 1636 году для защиты от нападений японских пиратов.
- Изображения Будды в районе Носоктон — высеченные в скале изображения на буддийские мотивы, датируются периодом Объединённого Силла.
- Хвасан-содан, традиционная корейская частная школа — была возведена в эпоху династии Чосон. Здесь проходили обучение дети аристократии и военной верхушки общества. Постройки хорошо сохранились.

Природные:
- Пруд Нахвадам. По легенде в этот пруд прыгали с высокой скалы женщины во время японских набегов для того, чтобы не попасть в плен к неприятелю.
- Гора Юхаксан высотой 839 метров (Журавлиная гора). Во время Корейской войны здесь шли ожесточённые бои. Сейчас эта гора является популярным местом для занятия альпинизмом.
- «Волшебный холм» — здесь расположена дорога, создающая оптическую иллюзию — мнимое ощущение, что дорога идёт вниз, хотя на самом деле она поднимается в гору. Длина дороги — 180 м.
- Минеральные источники Тогэ — в настоящее время здесь расположен спа-курорт. Минеральные воды богаты германием и серой.

## Символы
Как и остальные города Южной Кореи, Чхильгок имеет ряд символов:
- Дерево: гингко — символизирует постоянство и надёжность.
- Цветок: цвет абрикоса — символизирует тягу к обучению.
- Птица: белая цапля — олицетворяет дружелюбность и открытость общества.
- Маскот: Хои — персонаж корейского фольклора.